# Halmajugra
Halmajugra is een plaats (község) en gemeente in het Hongaarse comitaat Heves. Halmajugra telt 1293 inwoners (2002).